# Liverpool Football Club
O Liverpool Football Club é um clube de futebol profissional localizado em Liverpool, Inglaterra. O clube compete na Premier League, a principal divisão do futebol inglês. Fundado em 1892, o clube ingressou na Football League no ano seguinte e tem jogado suas partidas como mandante em Anfield desde sua formação. O Liverpool é um dos clubes mais valiosos e amplamente apoiados do mundo.
Sob a direção de Bill Shankly, em 1964, o time adotou um novo uniforme, trocando as camisas vermelhas e calções brancos por um uniforme totalmente vermelho, que se manteve como sua marca registrada. O lema e hino do clube é a canção You'll Never Walk Alone ("Você jamais caminhará sozinho", em tradução livre).
É a  equipe mais vitoriosa da Inglaterra e uma  das mais vitoriosas da Europa, tendo conquistado uma Copa do Mundo de Clubes da FIFA, seis Ligas dos Campeões da UEFA, três Ligas Europa da UEFA, quatro Supercopas da UEFA, vinte Campeonatos Ingleses, oito Copas da Inglaterra, dez Copas da Liga Inglesa e dezesseis Supercopas da Inglaterra. O período mais glorioso de sua história foi entre as décadas de 1970 e 1980, quando Bill Shankly, Bob Paisley, Joe Fagan e Kenny Dalglish, lideraram o Liverpool a onze títulos nacionais e sete troféus europeus.
Seus maiores rivais no esporte são o Everton, com quem faz o clássico da cidade de Liverpool, chamado de Merseyside Derby, e o Manchester United, esse sendo o seu maior rival com quem faz o clássico chamado de North West Derby. Além destes, possui uma rivalidade de menor grau com equipes como o Chelsea, Arsenal e Manchester City. Foi um dos fundadores do extinto G-14, grupo dos principais clubes do futebol europeu, e um dos novos membros da Associação Europeia de Clubes.
Os torcedores do clube se envolveram em duas grandes tragédias. A Tragédia de Heysel, onde torcedores que escapavam de uma confusão generalizada foram pressionados contra um muro em colapso na final da Liga dos Campeões da UEFA de 1985 em Bruxelas, resultou em 39 mortes, a maioria das quais eram italianos e torcedores da Juventus. O Liverpool recebeu uma punição de seis anos fora das competições europeias, e todos os outros clubes ingleses receberam uma proibição de cinco anos. Em 1989, no Desastre de Hillsborough, 97 torcedores do Liverpool perderam a vida em uma tragédia, quando uma multidão foi esmagada contra as cercas de segurança no estádio. O ocorrido resultou na proibição de arquibancadas com degraus, levando à exigência de estádios com assentos nas duas divisões principais do futebol inglês. A luta por justiça se estendeu por anos, com diversos inquéritos, comissões e painéis independentes, que, ao final, exoneraram os torcedores do Liverpool de qualquer culpa.

## História

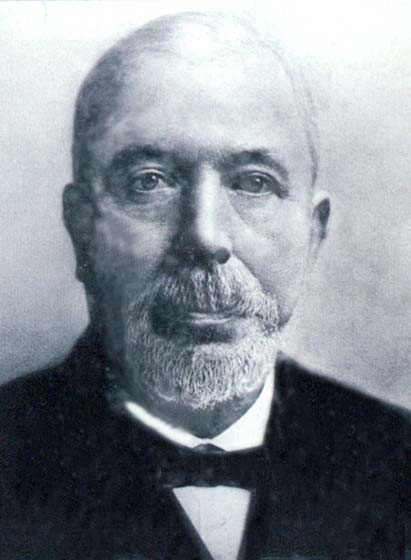
John Houlding, fundador do Liverpool Football Club.

O Liverpool foi fundado após uma disputa entre o comitê do Everton e John Houlding, presidente do clube e proprietário do terreno em Anfield. Após oito anos no estádio, o Everton se mudou para o estádio Goodison Park em 1892, e Houlding fundou o Liverpool para jogar em Anfield. Originalmente chamado Everton F.C. and Athletic Grounds Ltd (Everton Athletic para abreviar), o clube passou a se chamar Liverpool em março de 1892 e obteve o reconhecimento oficial três meses depois, após a Associação de Futebol da Inglaterra se recusar a reconhecer o clube como Everton.
O Liverpool disputou sua primeira partida em 1º de setembro de 1892, um amistoso de pré-temporada contra o Rotherham Town, que venceu por 7–1. O time do Liverpool escalado contra o Rotherham era composto inteiramente por jogadores escoceses — os jogadores que vinham da Escócia para jogar na Inglaterra naquela época eram conhecidos como os "Professores Escoceses". O técnico John McKenna recrutou os jogadores após uma viagem de observação à Escócia, e assim o time ficou conhecido como o "time dos Macs". O time venceu a Lancashire League em sua temporada de estreia e se juntou à Segunda Divisão Inglesa no início da temporada 1893–94. Após a promoção para a Primeira Divisão em 1896, Tom Watson foi nomeado técnico. Ele levou o Liverpool ao seu primeiro título da liga em 1901, antes de vencê-lo novamente em 1906.
O Liverpool chegou à sua primeira final da Copa da Inglaterra em 1914, perdendo por 1–0 para o Burnley. O time conquistou campeonatos consecutivos da Primeira Divisão em 1922 e 1923, mas não ganhou outro troféu até a temporada 1946–47, quando o clube venceu a Primeira Divisão pela quinta vez sob o comando do ex-zagueiro do West Ham United, George Kay. O Liverpool sofreu sua segunda derrota em uma final da Copa da Inglaterra em 1950, contra o Arsenal. O clube foi rebaixado para a Segunda Divisão na temporada 1953–54. Logo após, o Liverpool perdeu por 2–1 para o Worcester City, um time não profissional, na Copa da Inglaterra de 1958–59, e Bill Shankly foi nomeado técnico. Ao chegar, ele liberou 24 jogadores e transformou um depósito de chuteiras em Anfield em um local onde os técnicos podiam discutir estratégias; foi ali que Shankly e outros membros da "Sala das Chuteiras", como Joe Fagan, Reuben Bennett e Bob Paisley, começaram a remodelar o time.

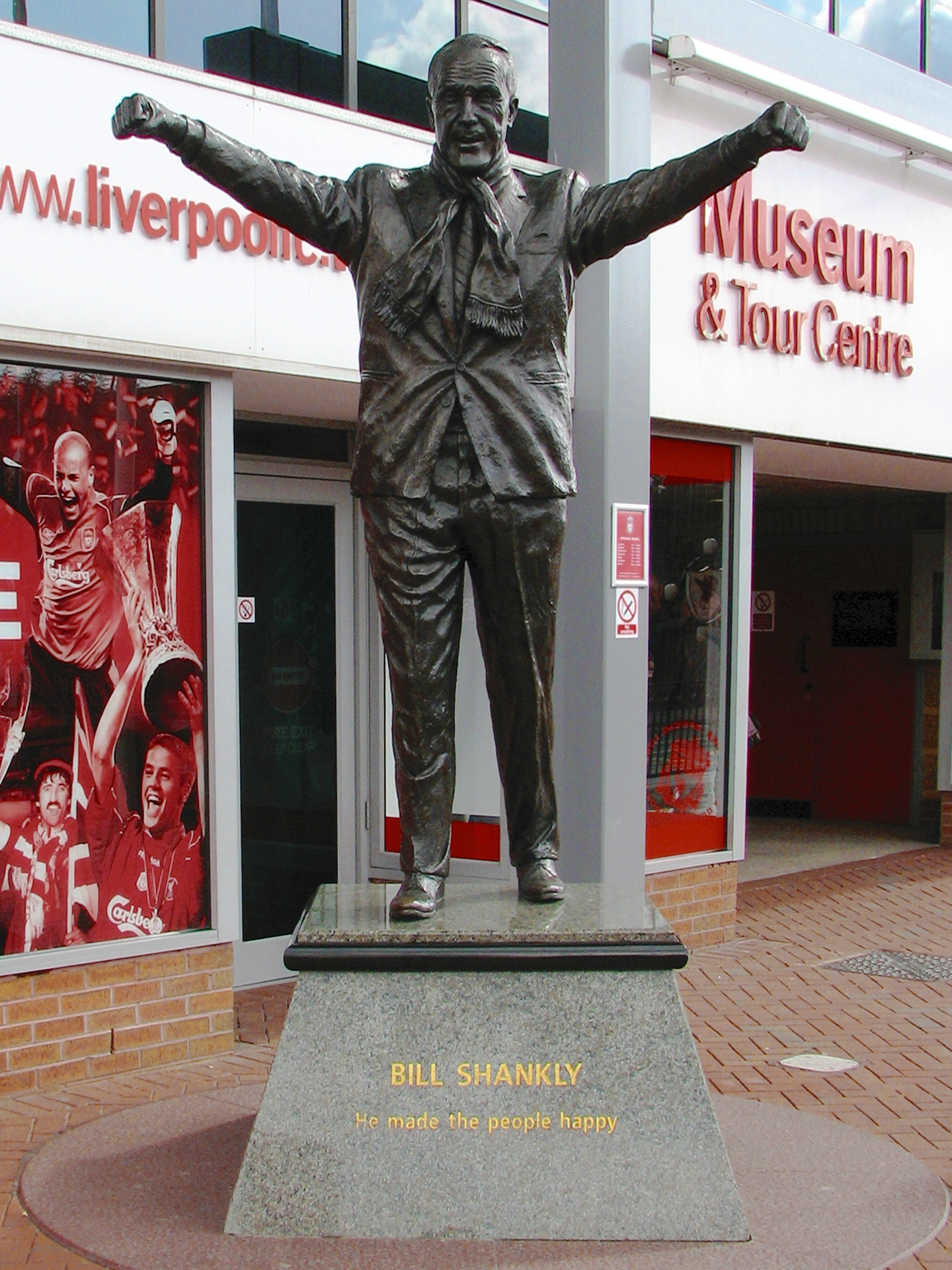
A estátua de Bill Shankly, localizada em frente a Anfield, homenageia o lendário treinador que levou o Liverpool de volta à Primeira Divisão e conquistou o primeiro título da liga do clube desde 1947.

O clube foi promovido novamente à Primeira Divisão em 1962 e voltou a vence-lá em 1964, pela primeira vez em 17 anos. Em 1965, o clube conquistou sua primeira Copa da Inglaterra. Em 1966, o time venceu a Primeira Divisão, mas perdeu para o Borussia Dortmund na final da Recopa Europeia. O Liverpool conquistou tanto a liga quanto a Copa da UEFA na temporada 1972–73, e a Copa da Inglaterra novamente um ano depois. Shankly se aposentou logo em seguida, sendo substituído por seu assistente, Bob Paisley. Em 1976, na segunda temporada de Paisley como técnico, o clube venceu novamente a Liga e a Copa da UEFA. Na temporada seguinte, o time manteve o título da Liga e conquistou a Liga dos Campeões da UEFA primeira vez, embora tenha perdido na final da Copa da Inglaterra de 1977. O Liverpool foi bicampeão da Liga dos Campeões da UEFA em 1978 e reconquistou o título da Primeira Divisão em 1979. Durante as nove temporadas de Paisley como técnico, o Liverpool conquistou 20 troféus, incluindo três Liga dos Campeões da UEFA, uma Copa da UEFA, seis títulos da Liga e três Copas da Liga consecutivas; o único troféu nacional que não venceu foi a Copa da Inglaterra.

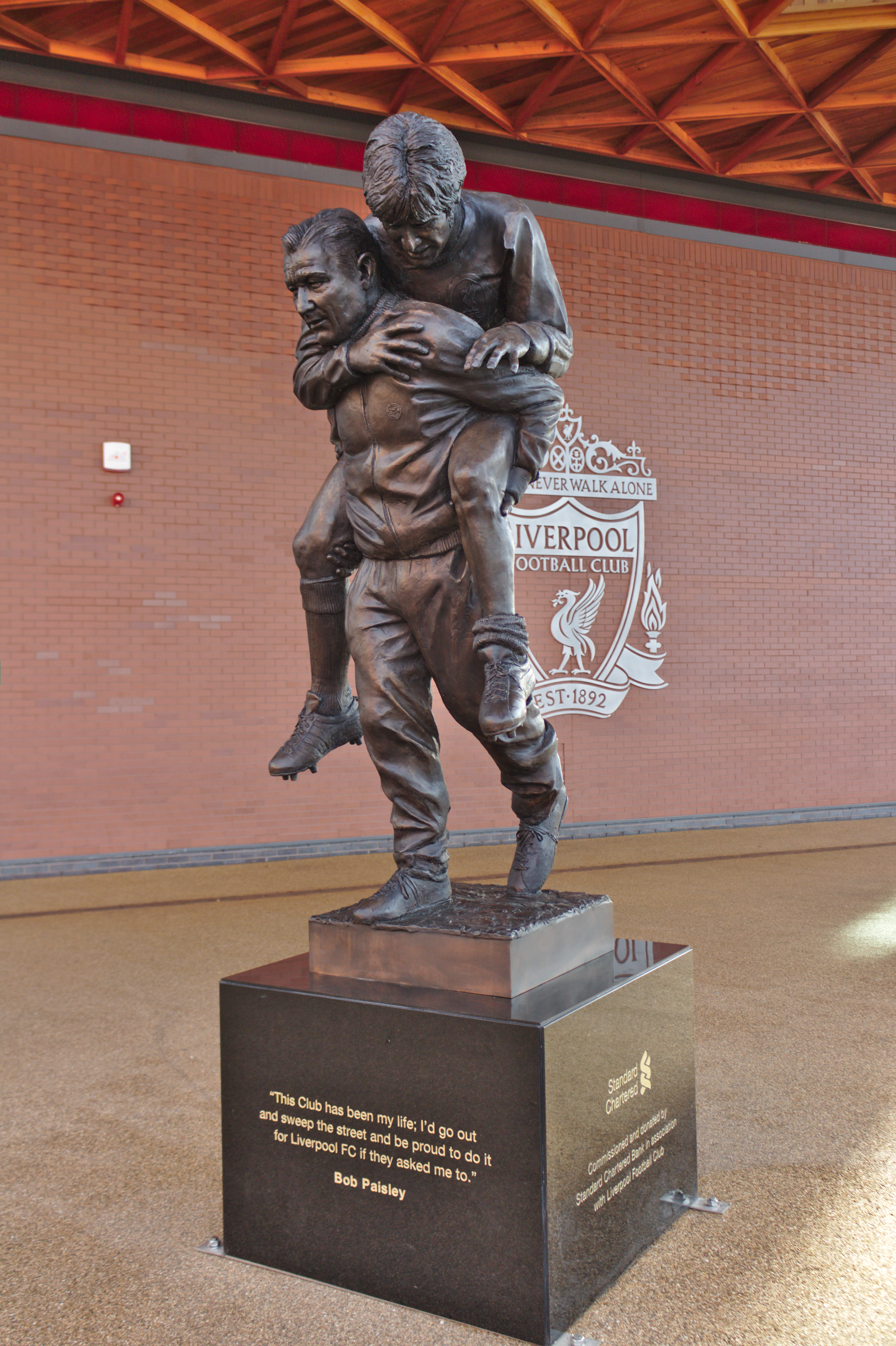
Estátua de Bob Paisley carregando o ex-capitão do Liverpool Emlyn Hughes, ferido, em frente ao Anfield. Paisley continua sendo o treinador mais bem-sucedido da história do clube.

Paisley se aposentou em 1983 e foi substituído por seu assistente, Joe Fagan. O Liverpool venceu a Liga, a Copa da Liga e a Liga dos Campeões na primeira temporada de Fagan, tornando-se o primeiro time inglês a conquistar três troféus em uma temporada. O clube chegou à final da Liga dos Campeões novamente em 1985, contra a Juventus no Estádio de Heysel. Antes do apito inicial, os torcedores do Liverpool invadiram a cerca que separava os dois grupos de fãs e atacaram os torcedores da Juventus. O peso das pessoas fez um muro de contenção desabar, matando 39 torcedores, na maioria italianos. O incidente ficou conhecido como Tragédia de Heysel. A partida foi realizada apesar dos protestos de ambos os técnicos, e o Liverpool perdeu por 1–0 para a Juventus. Como resultado da tragédia, os clubes ingleses foram banidos de competições europeias por cinco anos; o Liverpool recebeu uma suspensão de dez anos, que depois foi reduzida para seis anos. Quatorze torcedores do Liverpool foram condenados por homicídio culposo.

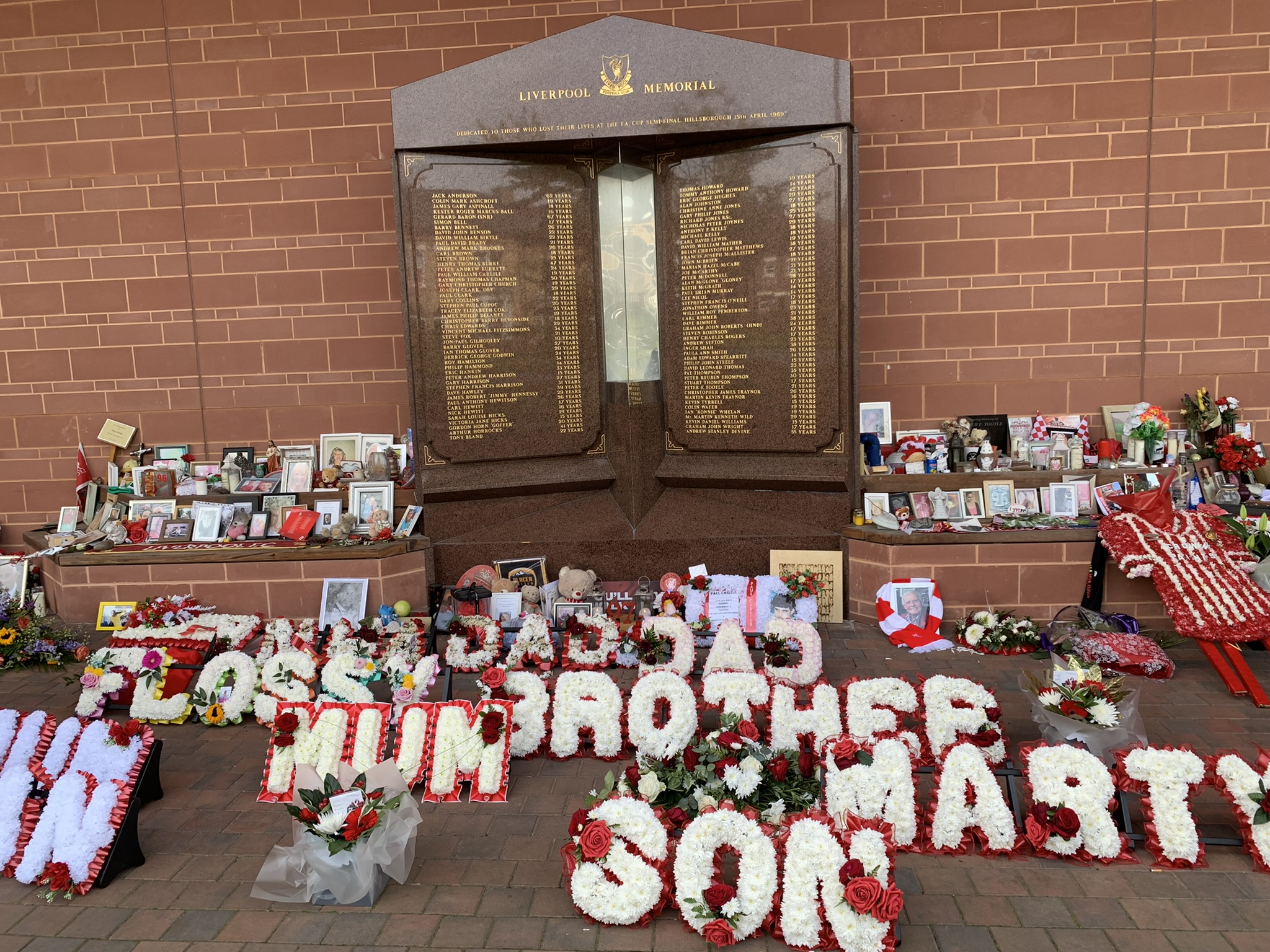
O memorial de Hillsborough, que está gravado com os nomes das 97 pessoas que morreram no desastre de Hillsborough.

Fagan havia anunciado sua aposentadoria pouco antes da tragédia e Kenny Dalglish foi nomeado jogador-treinador. Durante seu mandato, o clube conquistou mais três títulos da liga e duas Copas da Inglaterra, incluindo uma "dobradinha" de Liga e Copa na temporada 1985–86. O sucesso do Liverpool foi ofuscado pelo Desastre de Hillsborough: em uma semifinal da Copa da Inglaterra contra o Nottingham Forest, em 15 de abril de 1989, centenas de torcedores do Liverpool foram esmagados contra as cercas da arquibancada. Noventa e quatro torcedores morreram naquele dia; a 95ª vítima morreu no hospital quatro dias depois, a 96ª morreu quase quatro anos depois, sem recuperar a consciência, e a 97ª, Andrew Devine, faleceu em 2021 devido aos ferimentos sofridos na tragédia. Após o desastre de Hillsborough, houve uma revisão governamental sobre a segurança nos estádios. O Relatório Taylor resultante pavimentou o caminho para uma legislação que exigiu que os times da primeira divisão tivessem estádios com lugares marcados. O relatório concluiu que a principal causa da tragédia foi o superlotamento devido à falha no controle policial.
O Liverpool esteve envolvido no campeonato mais apertado da história da liga na temporada 1988–89. O Liverpool terminou empatado com o Arsenal tanto em pontos quanto em saldo de gols, mas perdeu o título por total de gols marcados, quando o Arsenal fez o gol final no último minuto da temporada.
Dalglish citou o desastre de Hillsborough e suas repercussões como a razão de sua saída em 1991; ele foi substituído pelo ex-jogador Graeme Souness. Sob sua liderança, o Liverpool venceu a final da Copa da Inglaterra de 1992, mas seu desempenho na liga caiu, com dois sextos lugares consecutivos, o que levou à sua demissão em janeiro de 1994. Souness foi substituído por Roy Evans, e o Liverpool venceu a final da Copa da Liga de 1995. Embora tenha feito algumas tentativas pelo título sob o comando de Evans, o melhor que o Liverpool conseguiu foram os terceiros lugares em 1996 e 1998, e assim Gérard Houllier foi nomeado co-treinador na temporada 1998–99, tornando-se o único treinador em novembro de 1998 após a saída de Evans. Em 2001, na segunda temporada completa de Houllier no comando, o Liverpool conquistou uma "tríplice" – Copa da Inglaterra, Copa da Liga e Copa da UEFA. Houllier passou por uma grande cirurgia cardíaca durante a temporada 2001–02 e o Liverpool terminou em segundo na Liga, atrás do Arsenal. Eles conquistaram outra Copa da Liga em 2003, mas não conseguiram disputar o título nas duas temporadas seguintes.

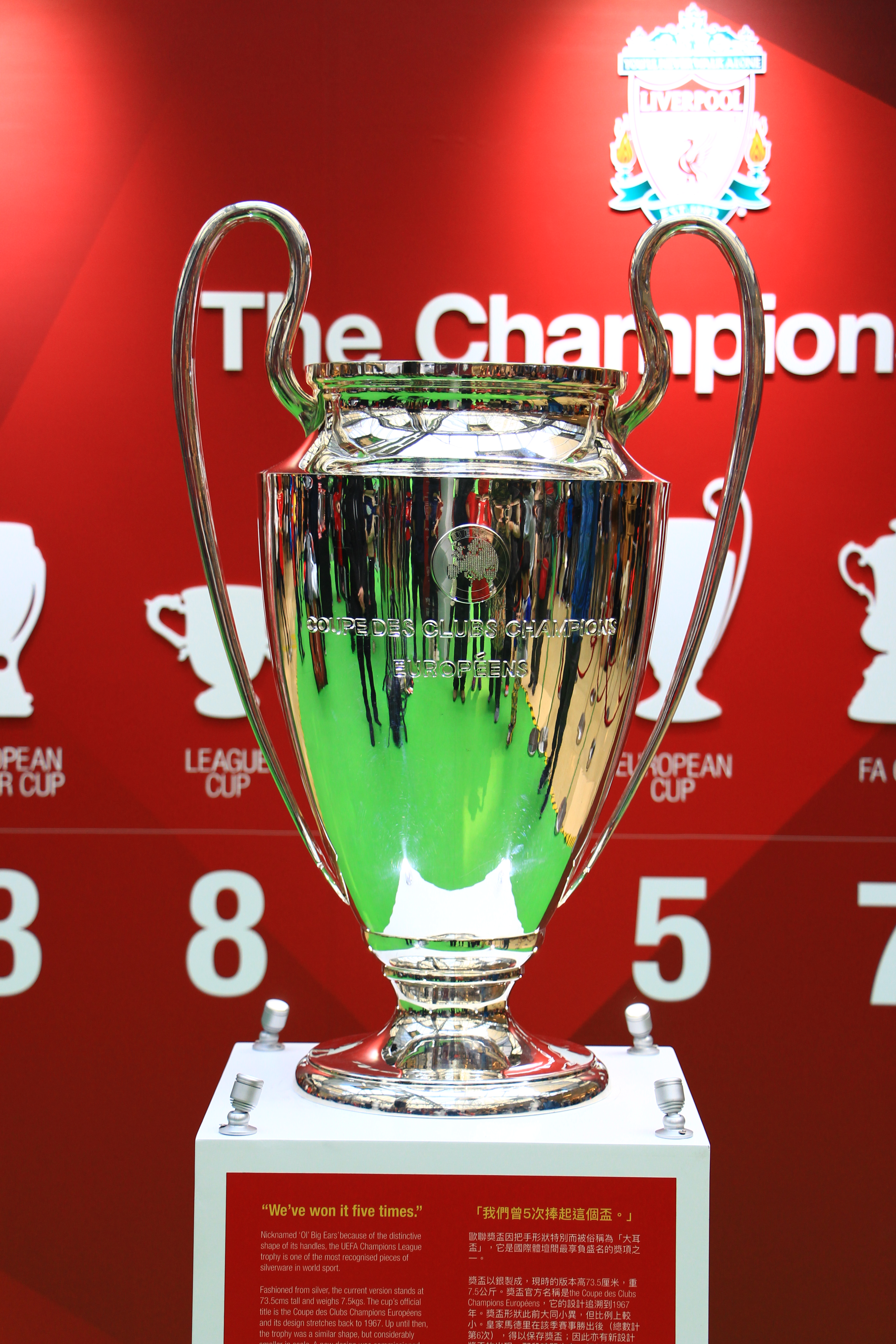
O troféu da Liga dos Campeões da UEFA, conquistado pelo Liverpool na edição de 2005, exibido em Hong Kong.

Houllier foi substituído por Rafael Benítez ao final da temporada 2003–04. Apesar de terminar em quinto no primeiro ano de Benítez, o Liverpool venceu a Liga dos Campeões da UEFA de 2004–05, derrotando o Milan por 3–2 na disputa por pênaltis após o empate de 3–3. Na temporada seguinte, o Liverpool terminou em terceiro na Premier League e venceu a final da Copa da Inglaterra de 2006, derrotando o West Ham United nos pênaltis após empate de 3–3. Os empresários americanos George Gillett e Tom Hicks se tornaram os donos do clube durante a temporada 2006–07, em um acordo que avaliava o clube e suas dívidas pendentes em £218,9 milhões. O clube chegou à final da Liga dos Campeões da UEFA de 2007 contra o Milan, como em 2005, mas perdeu por 2–1. Durante a temporada 2008–09, o Liverpool obteve 86 pontos, sua maior pontuação na Premier League até então, antes da histórica temporada 2018–19, e terminou como vice-campeão, atrás do Manchester United.
Na temporada 2009–10, o Liverpool terminou em sétimo lugar na Premier League e não conseguiu se classificar para a Liga dos Campeões. Benítez deixou o cargo por acordo mútuo e foi substituído pelo técnico do Fulham, Roy Hodgson. No início da temporada 2010–11, o Liverpool estava à beira da falência e os credores do clube pediram ao Tribunal Superior que permitisse a venda do clube, anulando a vontade de Hicks e Gillett. John W. Henry, proprietário do Boston Red Sox e do Fenway Sports Group, fez uma oferta bem-sucedida pelo clube e assumiu a propriedade em outubro de 2010. Resultados ruins no início daquela temporada levaram à saída de Hodgson por acordo mútuo e o ex-jogador e treinador Kenny Dalglish assumiu. Na temporada 2011–12, o Liverpool conquistou a oitava Copa da Liga e chegou à final da Copa da Inglaterra, mas terminou em oitavo lugar, a pior classificação da liga em 18 anos; isso levou à demissão de Dalglish. Ele foi substituído por Brendan Rodgers, cujo time do Liverpool na temporada 2013–14 fez uma inesperada disputa pelo título, terminando em segundo lugar atrás do Manchester City e retornando à Liga dos Campeões, marcando 101 gols no processo, o maior número desde os 106 marcados na temporada 1895–96. Após uma temporada decepcionante em 2014–15, onde o Liverpool terminou em sexto lugar na liga, e um início ruim na campanha seguinte, Rodgers foi demitido em outubro de 2015.
Rodgers foi substituído por Jürgen Klopp. O Liverpool chegou às finais da Copa da Liga e da Liga Europa da UEFA na primeira temporada de Klopp, ficando como vice-campeão em ambas as competições. O clube terminou em segundo na temporada 2018–19 com 97 pontos (superando os 86 pontos conquistados na temporada 2008–09), perdendo apenas uma partida, um recorde de pontos para um time que não venceu o título. Klopp levou o Liverpool a finais consecutivas da Liga dos Campeões em 2018 e 2019, com o clube derrotando o Tottenham Hotspur por 2–0 na final de 2019 para vencer a Liga dos Campeões da UEFA. O Liverpool derrotou o Flamengo na final por 1–0 para vencer a Copa do Mundo de Clubes da FIFA pela primeira vez. O Liverpool então conquistou a Premier League de 2019–20, vencendo o primeiro título da liga principal em trinta anos. O clube quebrou vários recordes naquela temporada, incluindo vencer a liga com sete jogos de antecedência, o que fez com que fosse o mais cedo que qualquer time já conquistou o título, acumulando um recorde de clube de 99 pontos e atingindo um recorde conjunto de 32 vitórias em uma temporada da primeira divisão. Em janeiro de 2024, Klopp anunciou que deixaria o clube ao final da temporada. Em 20 de maio de 2024, Arne Slot foi anunciado como sucessor de Klopp, tornando-se técnico do clube em 1º de junho, já na primeira temporada de Slot consegui-o conquistar a Premier League e chegar a final da copa da liga onde foi derrotado por 2-1 contra o Newcastle. Durante a Copa do Mundo de Clubes, após o final da temporada 2024/2025, ocorreu um dos momentos mais tristes da história do Liverpool, o camisa 20 dos Reds, Diogo Jota, faleceu em um acidente de carro enquanto retornava à Inglaterra. O atacante português havia se casado apenas 12 dias antes, deixando três filhos órfãos. Diogo Jota foi homenageado pelo mundo inteiro, e o Liverpool prestou uma grande homenagem ao jogador e à sua família, aposentando a camisa 20 como um sinal de respeito e admiração.

## Cores e escudo

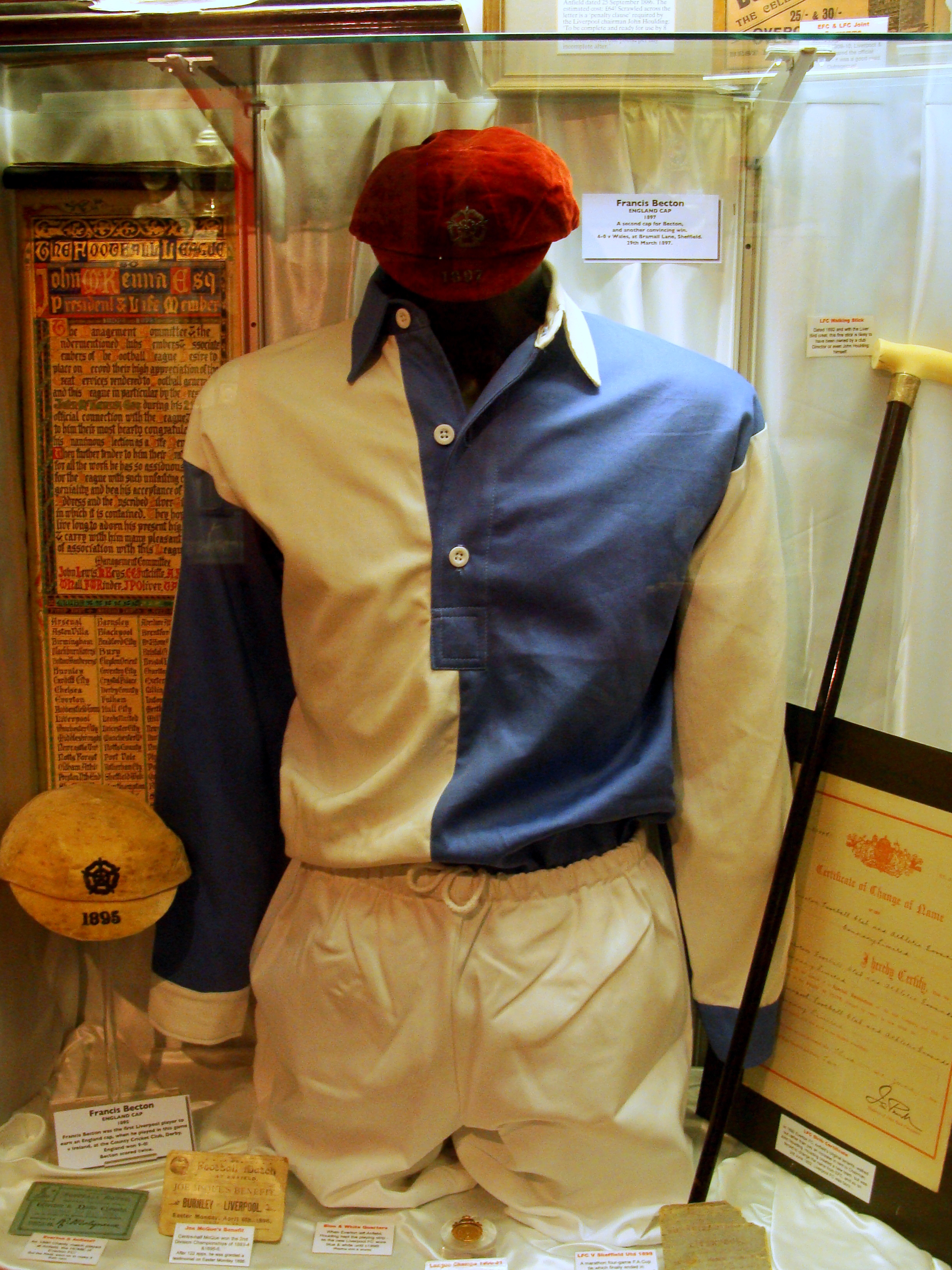
As cores do uniforme principal do Liverpool usadas de 1892 a 1896.

Por grande parte da história do Liverpool, suas cores principais foram todas vermelhas. Quando o clube foi fundado em 1892, camisas azul e branca divididas meio a meio eram usadas até o clube adotar a cor vermelha, símbolo da cidade, em 1896. O símbolo da cidade, o Liver Bird, foi adotado como o emblema do clube em 1901, embora não tenha sido incorporado ao uniforme até 1955. O Liverpool continuou a usar camisas vermelhas e calções brancos até 1964, quando o técnico Bill Shankly decidiu mudar para um uniforme totalmente vermelho. O Liverpool jogou pela primeira vez com o uniforme todo vermelho contra o Anderlecht, como Ian St John relembra em sua autobiografia:
Ele [Shankly] achava que a combinação de cores teria um impacto psicológico – vermelho para perigo, vermelho para poder. Ele entrou no vestiário um dia e jogou um par de calções vermelhos para Ronnie Yeats. "Coloque esses calções e vamos ver como você fica", ele disse. "Puxa, Ronnie, você está incrível, aterrorizante. Você parece ter 2 metros de altura." "Por que não ir até o fim, chefe?" Eu sugeri. "Por que não usar meias vermelhas? Vamos sair totalmente de vermelho." Shankly aprovou e um uniforme icônico nasceu.
O uniforme de visitante do Liverpool tem sido mais frequentemente composto por camisas amarelas ou brancas e calções pretos, mas houve várias exceções. Um uniforme totalmente cinza foi introduzido em 1987, sendo utilizado até a temporada centenária de 1991–92, quando foi substituído por uma combinação de camisas verdes e calções brancos. Após várias combinações de cores nos anos 1990, incluindo dourado e marinho, amarelo brilhante, preto e cinza, e ecru, o clube alternou entre uniformes amarelos e brancos até a temporada 2008–09, quando reintroduziu o uniforme cinza. Um terceiro uniforme é projetado para partidas europeias fora de casa, embora também seja usado em partidas nacionais fora de casa em ocasiões quando o uniforme de visitante atual entra em conflito com o uniforme de casa de uma outra equipe. Entre 2012 e 2015, os uniformes foram desenhados pela Warrior Sports, que se tornou o fornecedor oficial de uniformes do clube no início da temporada 2012–13. Em fevereiro de 2015, a empresa mãe da Warrior, New Balance, anunciou que entraria no mercado global de futebol, com os times patrocinados pela Warrior agora sendo uniformizados pela New Balance. As únicas outras camisas com marca que o clube usou foram feitas pela Umbro até 1985, quando foram substituídas pela Adidas, que produziu os uniformes até 1996, quando Reebok assumiu. A Reebok produziu os uniformes por 10 anos antes de a Adidas voltar a produzi-los de 2006 a 2012. Nike se tornou o fornecedor oficial de uniformes do clube no início da temporada 2020–21.

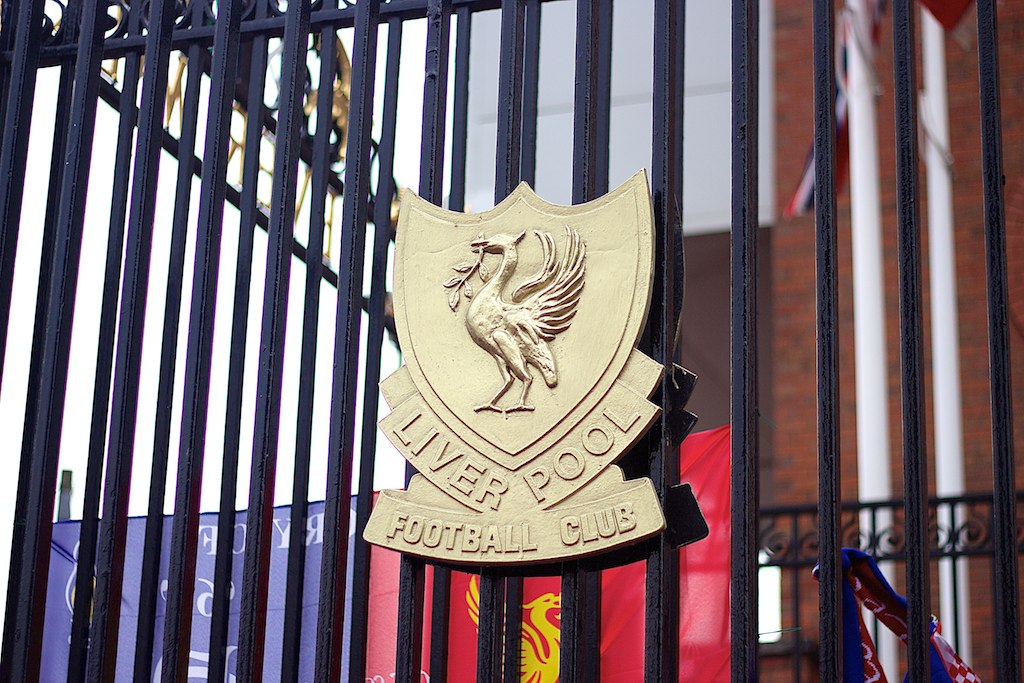
Uma versão do emblema do Liverpool, conforme retratado no Shankly Gates

O Liverpool foi o primeiro clube profissional inglês a ter um logotipo de patrocinador em suas camisas, após fechar um acordo com a Hitachi em 1979. No entanto, nos primeiros anos do contrato, regras de transmissão significavam que os logotipos dos patrocinadores não poderiam ser exibidos nas camisas para partidas televisadas.
Desde então, o clube foi patrocinado por Crown Paints, Candy, Carlsberg e Standard Chartered. O contrato com a Carlsberg, assinado em 1992, foi o acordo mais longo da história da primeira divisão inglesa. A associação com a Carlsberg terminou no início da temporada 2010–11, quando o Standard Chartered Bank se tornou o patrocinador do clube.
O emblema do Liverpool é baseado no símbolo do Liver Bird da cidade, que no passado foi colocado dentro de um escudo. Em 1977, um Liver Bird vermelho em cima de uma bola de futebol foi concedido como emblema heráldico pelo College of Arms para a English Football League, destinado a ser usado pelo Liverpool. No entanto, o Liverpool nunca fez uso desse brasão. Em 1992, para comemorar o centenário do clube, um novo emblema foi encomendado, incluindo uma representação do Shankly Gates. No ano seguinte, chamas gêmeas foram adicionadas de cada lado, simbólicas do memorial de Hillsborough fora de Anfield, onde uma chama eterna arde em memória dos que morreram no desastre de Hillsborough. Em 2012, o primeiro uniforme da Warrior Sports removeu o escudo e as portas, retornando ao estilo que adornava as camisas do Liverpool na década de 1970; as chamas foram movidas para o colarinho traseiro da camisa, ao redor do número 96, em memória das vítimas de Hillsborough.

### Material esportivo e patrocinadores

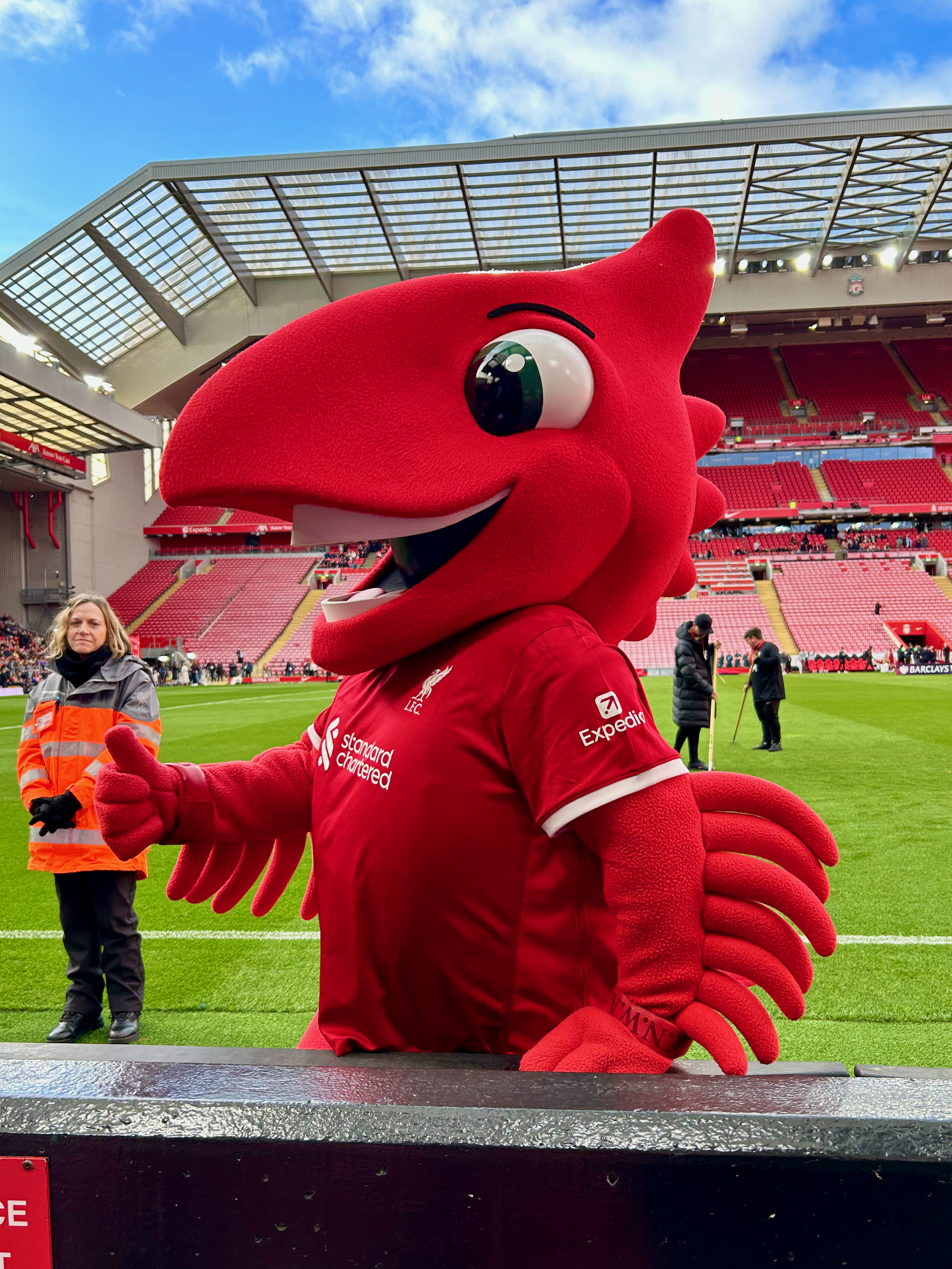
Mighty Red, o mascote do Liverpool

| Período       | Material esportivo | Patrocinador (peito) | Patrocinador (manga) |
| ------------- | ------------------ | -------------------- | -------------------- |
| 1973–1979     | Umbro              | Sem patrocínio       | Sem patrocínio       |
| 1979–1982     | Umbro              | Hitachi              | Sem patrocínio       |
| 1982–1985     | Umbro              | Crown Paints         | Sem patrocínio       |
| 1985–1988     | Adidas             | Crown Paints         | Sem patrocínio       |
| 1988–1992     | Adidas             | Candy                | Sem patrocínio       |
| 1992–1996     | Adidas             | Carlsberg            | Sem patrocínio       |
| 1996–2006     | Reebok             | Carlsberg            | Sem patrocínio       |
| 2006–2010     | Adidas             | Carlsberg            | Sem patrocínio       |
| 2010–2012     | Adidas             | Standard Chartered   | Sem patrocínio       |
| 2012–2015     | Warrior Sports     | Standard Chartered   | Sem patrocínio       |
| 2015–2017     | New Balance        | Standard Chartered   | Sem patrocínio       |
| 2017–2020     | New Balance        | Standard Chartered   | Western Union        |
| 2020–2025     | Nike               | Standard Chartered   | Expedia              |
| 2025–presente | Adidas             | Standard Chartered   | Expedia              |

## Estádio

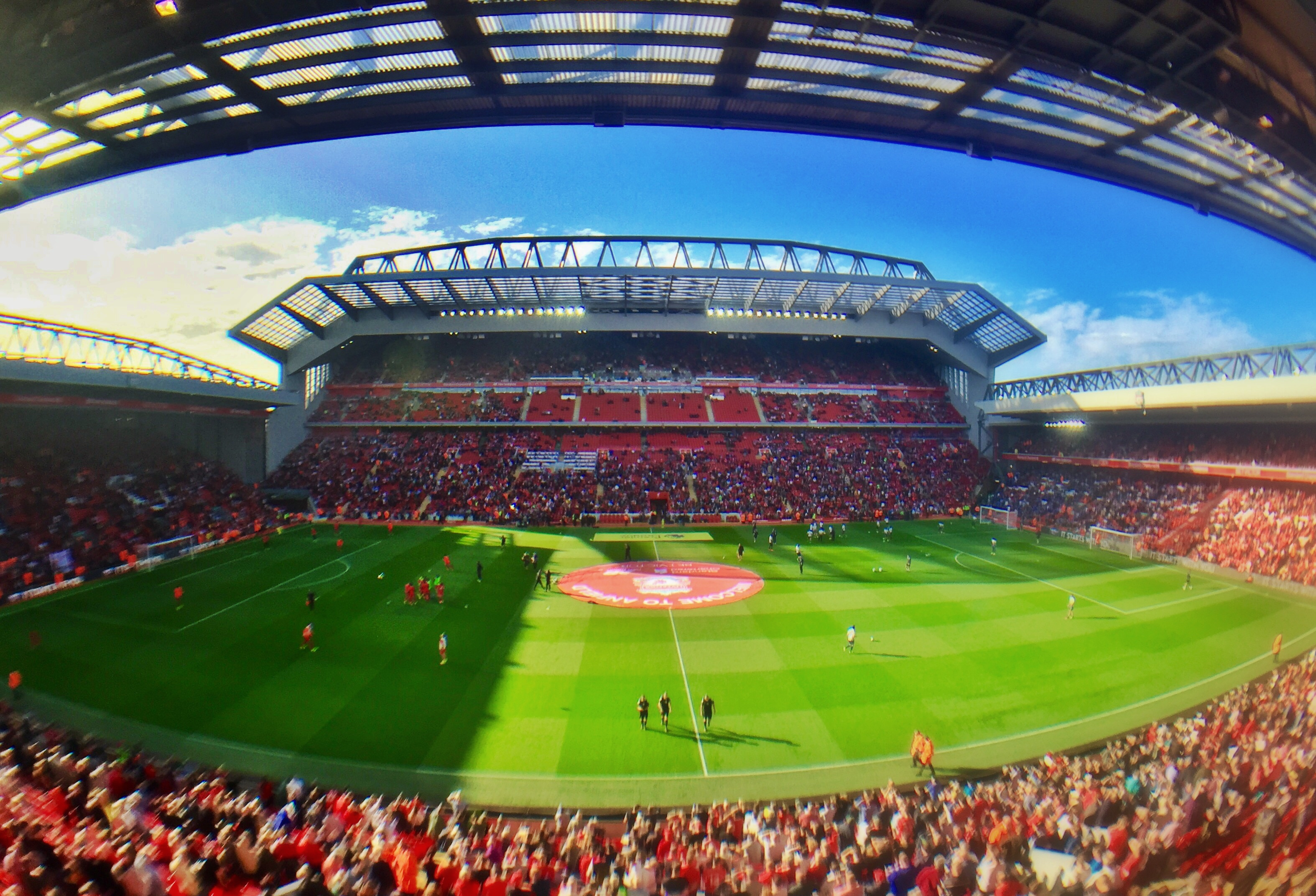
Anfield, a casa do Liverpool.

O estádio principal do Liverpool é o Anfield, que foi construído em 1884 em um terreno adjacente ao Stanley Park. Localizado a 3 km do centro de Liverpool, foi inicialmente utilizado pelo Everton antes de o clube se mudar para o Goodison Park, após uma disputa sobre o aluguel com o proprietário do Anfield, John Houlding. Deixado com um estádio vazio, Houlding fundou o Liverpool em 1892, e o clube joga em Anfield desde então. A capacidade do estádio na época era de 20.000 pessoas, embora apenas 100 espectadores tenham assistido ao primeiro jogo do Liverpool em Anfield.
O Kop é a seção do estádio onde os torcedores mais vibrantes do Liverpool, muitas vezes chamados de "Kopites", tradicionalmente se reúnem. Historicamente, o Kop era uma arquibancada com degraus antes de ser convertido para assentos, e sempre foi reconhecido como o coração de Anfield. Foi originalmente construído em 1906 devido ao grande número de público nos jogos e foi chamado de Oakfield Road Embankment. O primeiro jogo foi em 1º de setembro de 1906, quando o time da casa venceu o Stoke City por 1 a 0. Em 1906, a arquibancada inclinada em uma das extremidades do estádio foi oficialmente renomeada como Spion Kop, em homenagem a uma colina em Cuazulo-Natal. A colina foi o local da Batalha de Spion Kop durante a Segunda Guerra dos Bôeres, onde mais de 300 homens do Regimento de Lancashire morreram, muitos deles de Liverpool. No auge, a arquibancada podia abrigar 28.000 espectadores, sendo uma das maiores arquibancadas de um único nível do mundo. Muitos estádios na Inglaterra tinham arquibancadas chamadas Spion Kop, mas a de Anfield era a maior delas na época; ela podia receber mais torcedores do que alguns estádios inteiros.
Anfield pode acomodar mais de 60.000 torcedores em seu auge e tinha uma capacidade de 55.000 até os anos 1990, quando, após as recomendações do Relatório Taylor, todos os clubes da Premier League foram obrigados a converter seus estádios em estádios com assentos, para a temporada de 1993-94, reduzindo sua capacidade para 45.276. As conclusões do relatório precipitaram a renovação da Kemlyn Road Stand, que foi reconstruída em 1992, coincidindo com o centenário do clube, e foi chamada de Centenary Stand até 2017, quando foi renomeada para Kenny Dalglish Stand. Um novo nível foi adicionado à Anfield Road End em 1998, o que aumentou ainda mais a capacidade do estádio, mas causou problemas quando foi inaugurado. Uma série de postes de apoio e pilares foi inserida para dar maior estabilidade ao nível superior da arquibancada, após relatos de movimento no nível no início da temporada de 1999–2000.

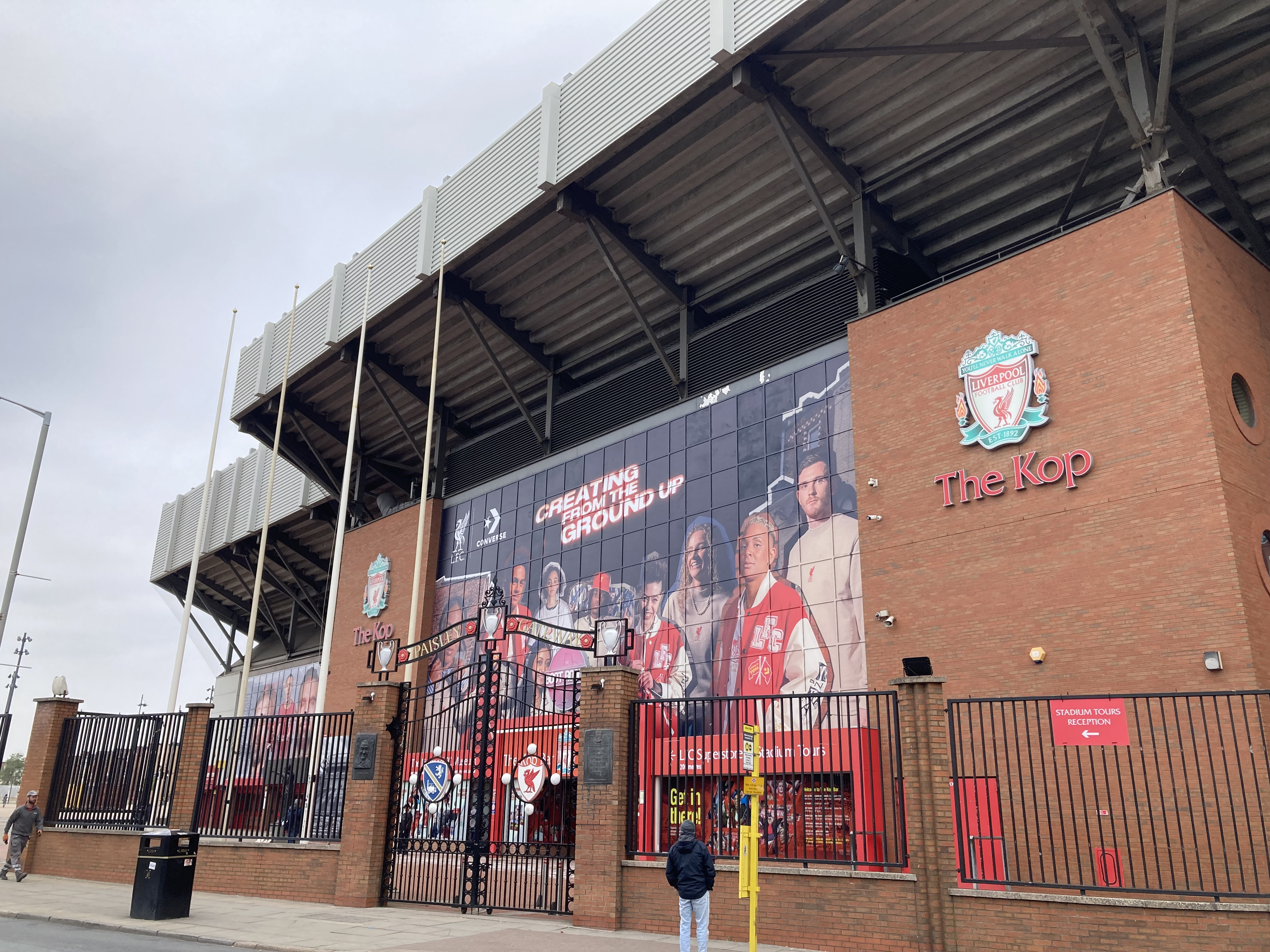
"Kop" em Anfield fica localizada no lado sul do estádio do Liverpool e é uma das arquibancadas mais icônicas do futebol mundial

Devido a restrições para expandir a capacidade de Anfield, o Liverpool anunciou planos de se mudar para o proposto Stanley Park Stadium em maio de 2002. A permissão de planejamento foi concedida em julho de 2004, e em setembro de 2006, o Liverpool City Council concordou em conceder ao Liverpool um contrato de arrendamento de 999 anos para o local proposto. Após a aquisição do clube por George Gillett e Tom Hicks em fevereiro de 2007, o projeto do estádio foi redesenhado. O novo design foi aprovado pelo conselho em novembro de 2007. O estádio estava previsto para ser inaugurado em agosto de 2011 e teria uma capacidade para 60.000 espectadores, com a empresa HKS, Inc. contratada para a construção. A construção foi interrompida em agosto de 2008, pois Gillett e Hicks tiveram dificuldades em financiar os £300 milhões necessários para o desenvolvimento. Em outubro de 2012, o BBC Sport informou que o Fenway Sports Group, os novos proprietários do Liverpool, decidiram reformar seu atual estádio em Anfield, em vez de construir um novo estádio em Stanley Park. Como parte da renovação, a capacidade de Anfield aumentaria de 45.276 para aproximadamente 60.000 e custaria cerca de £150 milhões. Quando a construção do novo Main Stand foi concluída, a capacidade de Anfield foi aumentada para 54.074. Essa expansão de £100 milhões adicionou um terceiro nível à arquibancada. Tudo isso fez parte de um projeto de £260 milhões para melhorar a área de Anfield. Jürgen Klopp, o técnico da época, descreveu a arquibancada como "impressionante."
Em junho de 2021, foi reportado que o Liverpool City Council havia concedido permissão de planejamento para o clube renovar e expandir a Anfield Road Stand, aumentando a capacidade em cerca de 7.000 e levando a capacidade total de Anfield para 61.000. A expansão, que é estimada em £60 milhões e foi descrita como "um grande marco" pelo diretor administrativo Andy Hughes. O primeiro jogo da liga a contar com uma presença superior a 60.000 em Anfield, após a quase conclusão da renovação da Anfield Road Stand, foi um jogo da Premier League contra o Brighton em 31 de março de 2024.

## Títulos
| Mundiais     | Mundiais                         | Mundiais | Mundiais |
|              | Competição                       | Títulos  | Temporadas |
| ------------ | -------------------------------- | -------- | --- |
|              | Copa do Mundo de Clubes da FIFA  | 1        | 2019 |
| Continentais |                                  |          | |
|              | Competição                       | Títulos  | Temporadas |
|              | Liga dos Campeões da UEFA        | 6        | 1976–77, 1977–78, 1980–81, 1983–84, 2004–05 e 2018–19 |
|              | Liga Europa da UEFA              | 3        | 1972–73, 1975–76 e 2000–01 |
|              | Supercopa da UEFA                | 4        | 1977, 2001, 2005 e 2019 |
| Nacionais    |                                  |          | |
|              | Competição                       | Títulos  | Temporadas |
|              | Campeonato Inglês                | 20       | 1900–01, 1905–06, 1921–22, 1922–23, 1946–47, 1963–64, 1965–66, 1972–73, 1975–76, 1976–77, 1978–79, 1979–80, 1981–82, 1982–83, 1983–84, 1985–86, 1987–88, 1989–90, 2019–20 e 2024–25 |
|              | Copa da Inglaterra               | 8        | 1964–65, 1973–74, 1985–86, 1988–89, 1991–92, 2000–01, 2005–06 e 2021–22 |
|              | Copa da Liga Inglesa             | 10       | 1980–81, 1981–82, 1982–83, 1983–84, 1994–95, 2000–01, 2002–03, 2011–12, 2021–22 e 2023–24                                                                                           |
|              | Supercopa da Inglaterra          | 16       | 1964*, 1965*, 1966, 1974, 1976, 1977*, 1979, 1980, 1982, 1986*, 1988, 1989, 1990*, 2001, 2006 e 2022                                                                                |
|              | Campeonato Inglês - 2ª Divisão   | 4        | 1893–94, 1895–96, 1904–05 e 1961–62 |
|              | Supercopa da Liga de Futebol     | 1        | 1985–86 |
|              | Sheriff of London Charity Shield | 1        | 1906 |
| REGIONAIS    |                                  |          | |
|              | Competição                       | Títulos  | Temporadas |
|              | Lancashire League                | 1        | 1892–93 |

Legenda
 Campeão invicto

* Indica que o título foi compartilhado

## Participações
|  | Participações em 2025–26 |

| Competição                      | Competição                       | Temporadas             | Melhor campanha            | Estreia | Última  | P | R |
|                                 | Lancashire League                | 1                      | Campeão (1892–93)          | 1892–93 | 1892–93 | 1 | – |
| Inglaterra                      | Campeonato Inglês                | 112                    | Campeão (20 vezes)         | 1894–95 | 2025–26 |   | 3 |
| Inglaterra                      | Campeonato Inglês - 2ª Divisão   | 11                     | Campeão (4 vezes)          | 1893–94 | 1961–62 | 4 | – |
| Inglaterra                      | Copa da Inglaterra               | 124                    | Campeão (8 vezes)          | 1892–93 | 2025–26 |   |   |
| Inglaterra                      | Copa da Liga Inglesa             | 60                     | Campeão (10 vezes)         | 1960–61 | 2025–26 |   |   |
| Inglaterra                      | Supercopa da Inglaterra          | 25                     | Campeão (16 vezes)         | 1922    | 2025    |   |   |
| Inglaterra                      | Supercopa da Liga de Futebol     | 1                      | Campeão (1985–86)          | 1985–86 | 1985–86 |   |   |
| Inglaterra                      | Sheriff of London Charity Shield | 1                      | Campeão (1906)             | 1906    | 1906    |   |   |
|                                 | Liga dos Campeões da UEFA        | 29                     | Campeão (6 vezes)          | 1964–65 | 2025–26 |   |   |
| Liga Europa da UEFA             | 15                               | Campeão (3 vezes)      | 1972–73                    | 2023–24 |         |   |   |
| Recopa Europeia                 | 5                                | Vice-campeão (1965–66) | 1965–66                    | 1996–97 |         |   |   |
| Supercopa da UEFA               | 6                                | Campeão (4 vezes)      | 1977                       | 2019    |         |   |   |
| Taça das Cidades com Feiras     | 4                                | Semifinais (1970–71)   | 1967–68                    | 1970–71 |         |   |   |
|                                 | Copa Intercontinental            | 2                      | Vice-campeão (1981 e 1984) | 1981    | 1984    |   |   |
| Copa do Mundo de Clubes da FIFA | 2                                | Campeão (2019)         | 2005                       | 2019    |         |   |   |

## Estatísticas e recordes

### Mais partidas
Em parênteses, o número de gols feitos.
| Rank | Jogador          | Período             | Liga     | Copa   | Copa da Liga | Outros   | Total    |
| ---- | ---------------- | ------------------- | -------- | ------ | ------------ | -------- | -------- |
| 1    | Ian Callaghan    | 1960–1978           | 640 (4)  | 79 (2) | 42 (7)       | 96 (1)   | 857 (14) |
| 2    | Jamie Carragher  | 1996–2013           | 508 (24) | 40 (1) | 35 (7)       | 152 (3)  | 737 (35) |
| 3    | Steven Gerrard   | 1998–2015           | 504 (39) | 42 (5) | 30 (5)       | 134 (14) | 710 (63) |
| 4    | Ray Clemence     | 1967–1981           | 470 (0)  | 54 (0) | 55 (0)       | 86 (0)   | 665 (0)  |
| 4    | Emlyn Hughes     | 1967–1979           | 474 (0)  | 62 (0) | 46 (0)       | 83 (0)   | 665 (0)  |
| 6    | Ian Rush         | 1980–1987 1988–1996 | 469 (22) | 61 (5) | 78 (0)       | 52 (3)   | 660 (30) |
| 7    | Phil Neal        | 1974–1985           | 455 (2)  | 45 (0) | 66 (0)       | 81 (0)   | 650 (2)  |
| 8    | Tommy Smith      | 1962–1978           | 467 (0)  | 52 (0) | 30 (0)       | 89 (1)   | 638 (1)  |
| 9    | Bruce Grobbelaar | 1980–1994           | 440 (0)  | 62 (0) | 70 (0)       | 56 (0)   | 628 (0)  |
| 10   | Alan Hansen      | 1977–1991           | 434 (0)  | 58 (1) | 68 (0)       | 60 (1)   | 620 (2)  |

### Maiores artilheiros
Em parênteses, o número de partidas disputadas.
| Rank | Jogadores      | Período             | Liga      | Copa    | Copa da Liga | Outros   | Total     |
| ---- | -------------- | ------------------- | --------- | ------- | ------------ | -------- | --------- |
| 1    | Ian Rush       | 1980–1987 1988–1996 | 229 (469) | 39 (61) | 48 (78)      | 30 (52)  | 346 (660) |
| 2    | Roger Hunt     | 1958–1969           | 244 (404) | 18 (44) | 5 (10)       | 18 (34)  | 285 (492) |
| 3    | Mohamed Salah  | 2017–               | 184 (288) | 6 (12)  | 4 (11)       | 51 (90)  | 245 (401) |
| 4    | Gordon Hodgson | 1925–1936           | 233 (358) | 8 (19)  | 0 (0)        | 0 (0)    | 241 (377) |
| 5    | Billy Liddell  | 1938–1961           | 215 (492) | 13 (42) | 0 (0)        | 0 (0)    | 228 (534) |
| 6    | Steven Gerrard | 1998–2015           | 120 (504) | 15 (42) | 9 (30)       | 42 (134) | 186 (710) |
| 7    | Robbie Fowler  | 1993–2001 2006–2007 | 128 (266) | 12 (24) | 29 (35)      | 14 (44)  | 183 (369) |
| 8    | Kenny Dalglish | 1977–1990           | 118 (355) | 13 (37) | 27 (59)      | 14 (64)  | 172 (515) |
| 9    | Michael Owen   | 1996–2004           | 118 (216) | 8 (15)  | 9 (14)       | 23 (52)  | 158 (297) |
| 10   | Harry Chambers | 1915–1928           | 135 (315) | 16 (28) | 0 (0)        | 0 (1)    | 151 (339) |

### Recorde de transferências pagas
| Rank | Jogador            | Origem           | Transferência | Data                 | Ref.   |
| ---- | ------------------ | ---------------- | ------------- | -------------------- | ------ |
| 1    | Florian Wirtz      | Bayer Leverkusen | £116 milhões  | 20 de junho de 2025  | [ 27 ] |
| 2    | Virgil van Dijk    | Southampton      | £75 milhões   | 1 de janeiro de 2018 | [ 28 ] |
| 3    | Alisson            | Roma             | £66.8 milhões | 19 de julho de 2018  | [ 29 ] |
| 4    | Darwin Núñez       | Benfica          | £64 milhões   | 14 de junho de 2022  | [ 30 ] |
| 5    | Dominik Szoboszlai | RB Leipzig       | £60 milhões   | 2 de julho de 2023   | [ 31 ] |

### Recorde de transferências recebidas
| Rank | Jogadores         | Vendido para      | Transferência | Data                  | Ref.   |
| ---- | ----------------- | ----------------- | ------------- | --------------------- | ------ |
| 1    | Philippe Coutinho | Barcelona         | £105 milhões  | 6 de janeiro de 2018  | [ 32 ] |
| 2    | Luis Suárez       | Barcelona         | £75 milhões   | 11 de julho de 2014   | [ 33 ] |
| 3    | Fernando Torres   | Chelsea           | £50 milhões   | 31 de janeiro de 2011 | [ 34 ] |
| 4    | Raheem Sterling   | Manchester City   | £49 milhões   | 20 de julho de 2015   | [ 35 ] |
| 5    | Fabinho           | Al-Ittihad        | £40 milhões   | 31 de julho de 2023   | [ 36 ] |
| 6    | Xabi Alonso       | Real Madrid       | £30 milhões   | 5 de agosto de 2009   | [ 37 ] |
| 7    | Sadio Mané        | Bayern de Munique | £27.5 milhões | 22 de junho de 2022   | [ 38 ] |
| 8    | Christian Benteke | Crystal Palace    | £27 milhões   | 20 de agosto de 2016  | [ 39 ] |
| 9    | Mamadou Sakho     | Crystal Palace    | £26 milhões   | 1 de setembro de 2017 | [ 40 ] |
| 10   | Rhian Brewster    | Sheffield United  | £23.5 milhões | 2 de outubro de 2020  | [ 41 ] |

## Capitães

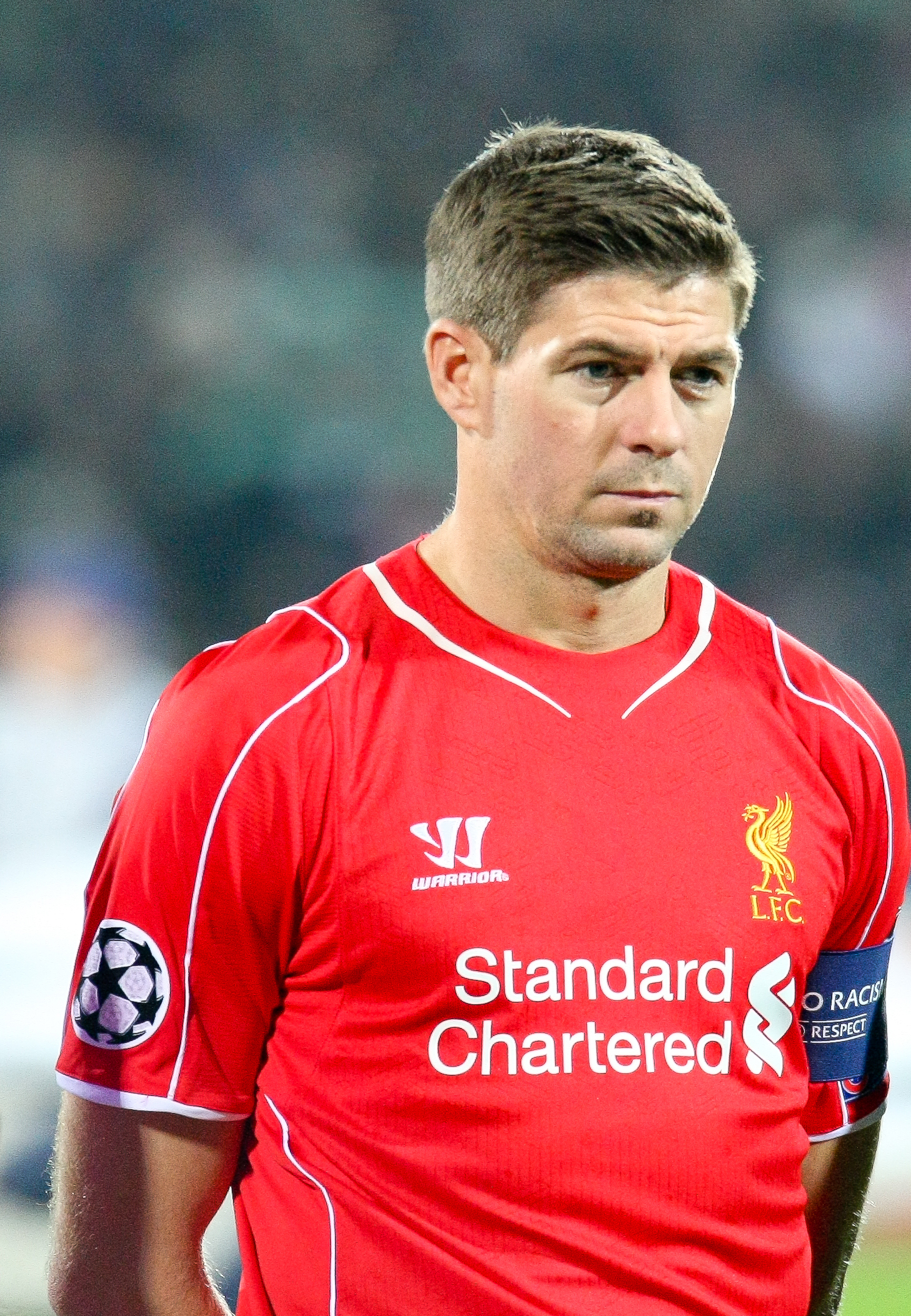
Steven Gerrard é o capitão que mais tempo serviu o Liverpool.

Desde a fundação do clube em 1892, 46 jogadores foram capitães do Liverpool. Andrew Hannah foi o primeiro capitão do clube após o Liverpool se separar do Everton e formar seu próprio clube. Alex Raisbeck, que foi capitão de 1899 a 1909, foi o capitão com mais tempo de serviço antes de ser superado por Steven Gerrard, que foi capitão por 12 temporadas, começando na temporada 2003–04. O capitão atual é Virgil van Dijk, que ocupa o cargo desde a temporada 2023–24.
| Jogador           | Período   |
| ----------------- | --------- |
| Andrew Hannah     | 1892–1895 |
| Jimmy Ross        | 1895–1897 |
| John McCartney    | 1897–1898 |
| Harry Storer      | 1898–1899 |
| Alex Raisbeck     | 1899–1909 |
| Arthur Goddard    | 1909–1912 |
| Ephraim Longworth | 1912–1913 |
| Harry Lowe        | 1913–1915 |
| Donald McKinlay   | 1919–1920 |
| Ephraim Longworth | 1920–1921 |
| Donald McKinlay   | 1921–1928 |
| Tom Bromilow      | 1928–1929 |
| James Jackson     | 1929–1930 |
| Tom Morrison      | 1930–1931 |
| Tom Bradshaw      | 1931–1934 |
| Tom Cooper        | 1934–1939 |

| Jogador        | Período   |
| -------------- | --------- |
| Matt Busby     | 1939–1940 |
| Willie Fagan   | 1945–1947 |
| Jack Balmer    | 1947–1950 |
| Phil Taylor    | 1950–1953 |
| Bill Jones     | 1953–1954 |
| Laurie Hughes  | 1954–1955 |
| Billy Liddell  | 1955–1958 |
| Johnny Wheeler | 1958–1959 |
| Ronnie Moran   | 1959–1960 |
| Dick White     | 1960–1961 |
| Ron Yeats      | 1961–1970 |
| Tommy Smith    | 1970–1973 |
| Emlyn Hughes   | 1973–1978 |
| Phil Thompson  | 1978–1981 |
| Graeme Souness | 1982–1984 |
| Phil Neal      | 1984–1985 |

| Jogador          | Período   |
| ---------------- | --------- |
| Alan Hansen      | 1985–1988 |
| Ronnie Whelan    | 1988–1989 |
| Alan Hansen      | 1989–1990 |
| Ronnie Whelan    | 1990–1991 |
| Steve Nicol      | 1990–1991 |
| Mark Wright      | 1991–1993 |
| Ian Rush         | 1993–1996 |
| John Barnes      | 1996–1997 |
| Paul Ince        | 1997–1999 |
| Jamie Redknapp   | 1999–2002 |
| Sami Hyypiä      | 2001–2003 |
| Steven Gerrard   | 2003–2015 |
| Jordan Henderson | 2015–2023 |
| Virgil van Dijk  | 2023–     |

## Treinadores

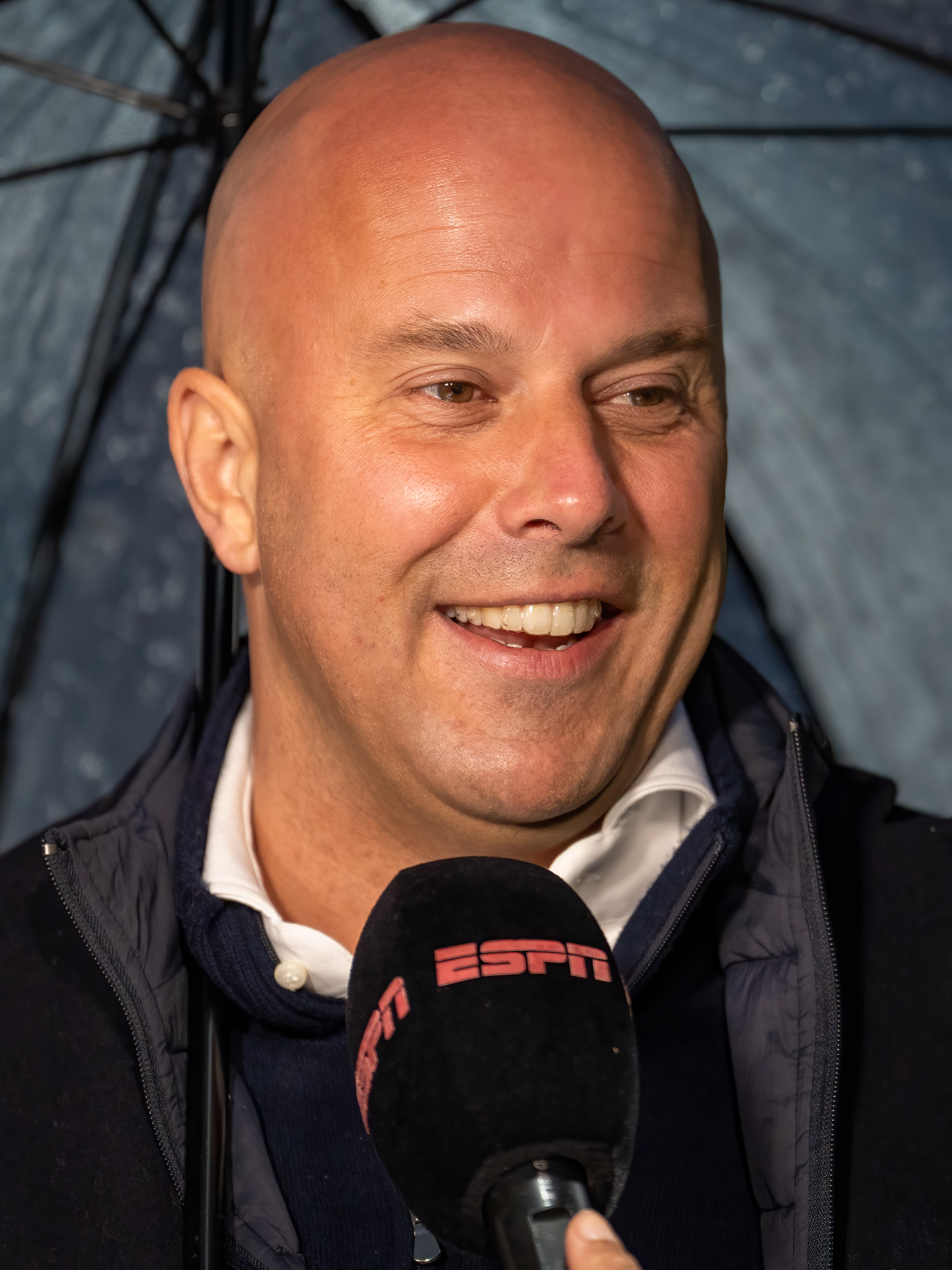
Arne Slot é o atual técnico do Liverpool.

O Liverpool teve um total de 22 treinadores diferentes ao longo de sua história. Em duas ocasiões, o clube contou com dois treinadores simultaneamente no comando da equipe. Abaixo está a lista completa de todos os treinadores do Liverpool desde sua fundação, em 1892.
| Jogador                    | Período   |
| -------------------------- | --------- |
| W. E. Barclay John McKenna | 1892–1896 |
| Tom Watson                 | 1896–1919 |
| David Ashworth             | 1919–1923 |
| Matt McQueen               | 1923–1928 |
| George Patterson           | 1928–1936 |
| George Kay                 | 1936–1951 |
| Don Welsh                  | 1951–1956 |
| Phil Taylor                | 1956–1959 |

| Jogador                   | Período   |
| ------------------------- | --------- |
| Bill Shankly              | 1959–1974 |
| Bob Paisley               | 1974–1983 |
| Joe Fagan                 | 1983–1985 |
| Kenny Dalglish            | 1985–1991 |
| Ronnie Moran              | 1991      |
| Graeme Souness            | 1991–1994 |
| Roy Evans                 | 1994–1998 |
| Roy Evans Gérard Houllier | 1998      |

| Jogador         | Período   |
| --------------- | --------- |
| Gérard Houllier | 1998–2004 |
| Rafa Benítez    | 2004–2010 |
| Roy Hodgson     | 2010      |
| Kenny Dalglish  | 2011–2012 |
| Brendan Rodgers | 2012–2015 |
| Jürgen Klopp    | 2015–2024 |
| Arne Slot       | 2024–     |

## Elenco atual
Última atualização: 3 de julho de 2025.

## Torcida

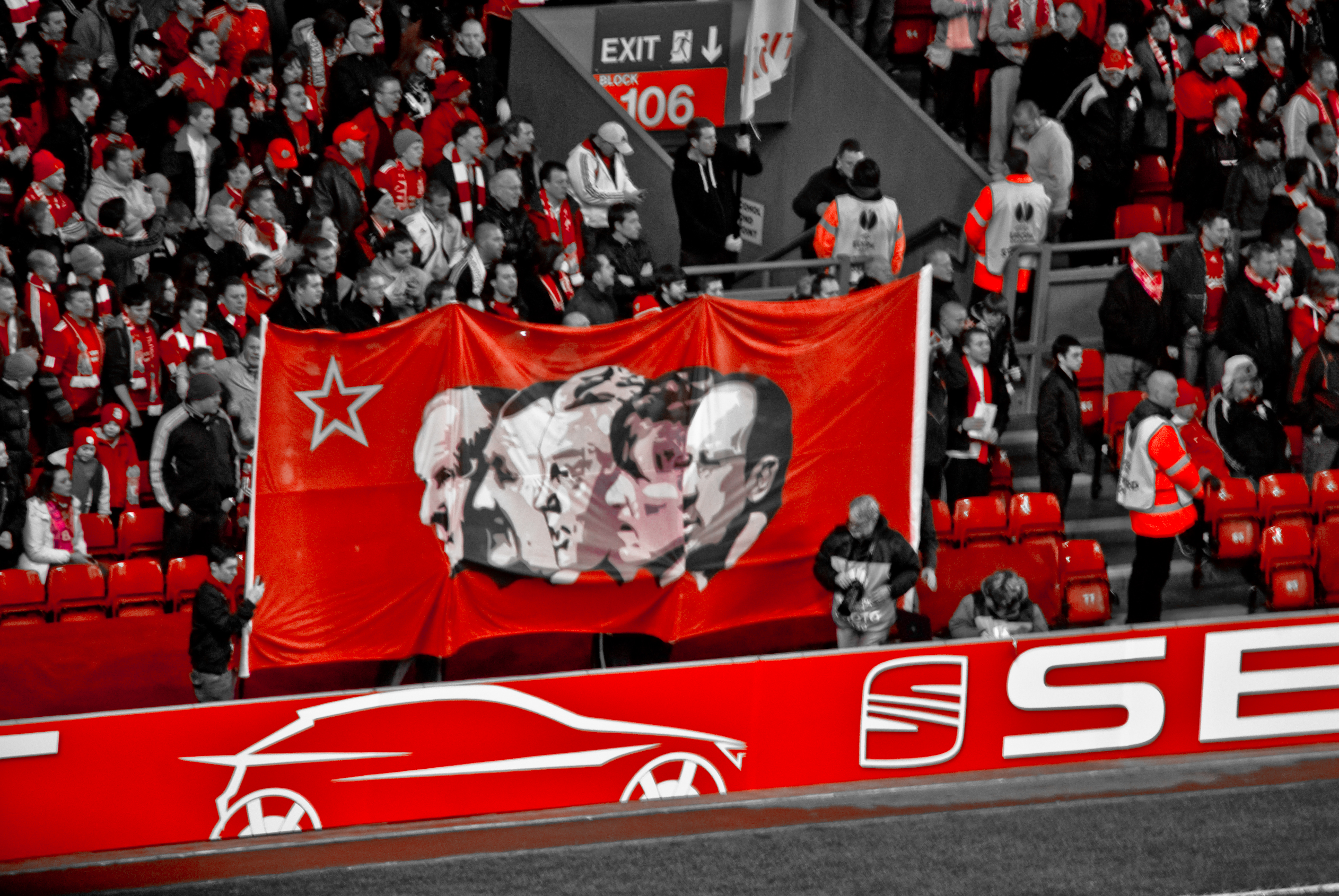
Kopites no The Kop com bandeiras no estilo soviético.

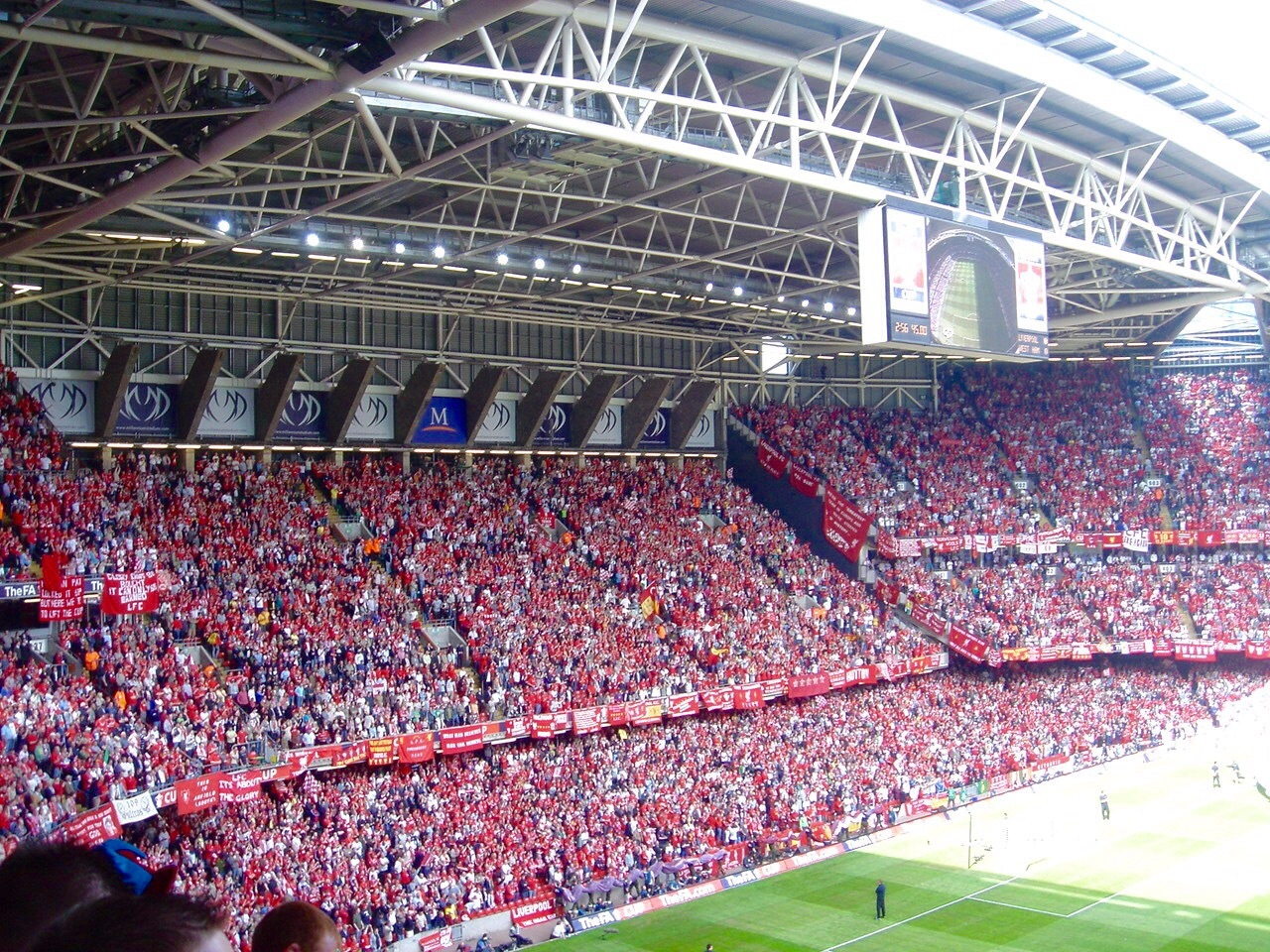
Torcedores do Liverpool durante a final da Copa da Inglaterra de 2006, em Cardiff.

O Liverpool é um dos clubes com mais torcedores no mundo. De acordo com o clube, sua base de fãs mundial inclui 300 "clubes de torcedores" oficialmente reconhecidos em 100 países. Grupos notáveis incluem o Spirit of Shankly. O clube promove esse apoio por meio de suas turnês de verão pelo mundo, que incluem partidas para 101.000 pessoas em Michigan, EUA, e 95.000 em Melbourne, Austrália. O clube também tem um grande número de seguidores nas redes sociais, e em 2024, tornou-se o primeiro clube da Premier League (e o terceiro time esportivo no mundo, depois de Barcelona e Real Madrid) a alcançar 10 milhões de assinantes no YouTube. Os torcedores do Liverpool costumam se referir a si mesmos como Kopites, uma referência aos torcedores que antes ficavam em pé, e agora sentam, na arquibancada The Kop no Anfield.
A música "You'll Never Walk Alone", originalmente do musical Carousel de Richard Rodgers e Oscar Hammerstein II e mais tarde gravada pelos músicos de Liverpool Gerry & The Pacemakers, é o hino do clube e tem sido cantada pela torcida de Anfield desde o início dos anos 1960. Simon Hart, do The Independent, escreveu: "O ritual pré-jogo, com os cachecóis levantados, cantado alto, é tão parte da essência do Liverpool quanto suas camisas vermelhas." O título da música adorna o topo dos Shankly Gates, que foram inauguradas em 2 de agosto de 1982 em memória do ex-treinador Bill Shankly. A parte "You'll Never Walk Alone" dos Shankly Gates também é reproduzida no emblema do clube.
A torcida do Liverpool, assim como as de clubes como Celtic, Olympique de Marselha, St. Pauli e Livorno, é amplamente conhecida por suas afinidades com ideologias políticas de esquerda. Liverpool, em particular, é frequentemente considerada uma cidade com fortes tradições socialistas, marcada por seu passado operário e sua conexão histórica com o porto, que recebeu pessoas de diversas origens ao longo dos anos. Esse contexto socioeconômico influenciou, inclusive, a cultura do clube. Bill Shankly, ex-treinador escocês do Liverpool, é um exemplo notável dessa relação entre futebol e política. Abertamente socialista, Shankly aplicou suas convicções ideológicas nas transformações que realizou no clube, tanto em termos de estrutura quanto de filosofia, ajudando a moldar a identidade do Liverpool como um clube com fortes laços com as classes trabalhadoras e com uma visão progressista.
Em sua autobiografia, Shankly explicou sua visão de mundo como socialista, explicando que o socialismo em que ele acreditava não era sobre política, mas sobre coletivismo, com todos trabalhando uns para os outros e desfrutando de uma parte das recompensas. Essa foi a base de sua abordagem ao futebol, que é um jogo de equipe no qual todos trabalham juntos e compartilham as recompensas. Peter Moore, ex-CEO do Liverpool em entrevista relata:
“Tivemos essa incrível figura histórica no Liverpool: Bill Shankly, um treinador socialista da Escócia que estabeleceu as bases. Ainda hoje, quando falamos de negócios, perguntamos: 'O que faria Shankly? O que diria Bill nesta situação?'. Era um verdadeiro socialista que acreditava que o futebol consistia em trabalhar em conjunto.”
Os torcedores do Liverpool são frequentemente associados a protestos contra a monarquia britânica, como ocorreu, por exemplo, na partida contra o Brentford em 6 de maio de 2023, pela Premier League. Nesse jogo, a torcida protestou durante o minuto de silêncio em homenagem ao falecimento da Rainha Elizabeth e vaiou o hino nacional da Inglaterra em um ato de protesto contra a coroação do Rei Charles III. Esse tipo de atitude reflete o histórico de confrontos da torcida com a monarquia e com as figuras políticas do Reino Unido, especialmente durante a era de Margaret Thatcher.
Durante o governo da ex-primeira-ministra conservadora, Liverpool vivenciou décadas de dificuldades econômicas e sociais. A cidade sofreu com o aumento do desemprego, o fechamento de indústrias locais e o consequente agravamento da pobreza e da fome entre seus habitantes. Esses fatores geraram um profundo ressentimento em relação à política do governo conservador, especialmente em uma cidade que já enfrentava desafios históricos ligados às suas raízes operárias e ao impacto das transformações econômicas. A hostilidade da torcida do Liverpool em relação a Thatcher reflete, assim, uma luta mais ampla contra as políticas que afetaram duramente a classe trabalhadora.
O sentimento de não pertencimento ainda é muito presente até os dias de hoje, sendo frequentemente expressado por faixas espalhadas por Anfield com a frase "We're not English. We are Scouse" ("Não somos ingleses. Somos de Liverpool", em tradução livre). O termo "Scouse" refere-se ao sotaque e dialeto característicos de Liverpool e de sua região metropolitana. Este sotaque é particularmente distinto, pois foi moldado pela forte influência de imigrantes irlandeses e galeses que chegaram às docas da cidade, além de marinheiros escandinavos que também frequentavam a área. Como resultado, o sotaque Scouse tem poucas semelhanças com os outros dialetos encontrados na Inglaterra.
A palavra "Scouser", por sua vez, é usada para se referir àqueles nascidos em Liverpool, reforçando uma identidade local única. Esse senso de pertencimento à cidade, e não à Inglaterra como um todo, continua sendo uma característica marcante dos torcedores do Liverpool, refletindo a resistência à assimilação e a afirmação de uma identidade própria, fortemente enraizada na história e na cultura local.